# Estadio Petaling Jaya
El Estadio Petaling Jaya, anteriormente conocido como Estadio MBPJ y Estadio MPPJ, es un estadio multiuso ubicado en la ciudad de Petaling Jaya, estado de Selangor, Malasia. Fue inaugurado en 1996 y posee una capacidad para 25 000 espectadores, es utilizado de preferencia para la práctica del fútbol, rugby y atletismo.
En 1998 albergó el torneo de Rugby de los Juegos de la Mancomunidad de 1998, y en 2018 fue una de las dos sedes del Campeonato Sub-16 de la AFC.
En el estadio actualmente disputa sus partidos el club MPPJ Selangor FC que participa de la Superliga de Malasia.